# أمينوساليسيلات
أمينوساليسيلات (بالإنجليزية: Aminosalicylate)‏ هو نوع من الأدوية التي تُستخدم عادةً لعلاج التهاب القولون التقرحي وداء كرون، ويتضمن هذا النوع:
- 4-أمينو حمض الساليسيليك
- بلسلازايد
- أولسالازين
- سلفاسالازين
- ميسالازين (5-أمينو حمض الساليسيليك)

من الآثار الجانبية لهذا الدواء حدوث غثيان وألم بطني وإسهال وصداع.